# Yakuza Reincarnation
Yakuza Reincarnation (jap. 任侠転生 Ninkyō Tensei) ist eine Manga-Serie von Autor Takeshi Natsuhara und Zeichner Hiroki Miyashita, die seit 2019 in Japan erscheint. Die Isekai-Geschichte erzählt von einem Yakuza-Boss, der als Prinzessin in einer Fantasy-Welt wiedergeboren wird. Sie wurde ins Deutsche und Englische übersetzt.  

## Inhalt
Der alte Yakuza-Boss Ryumatsu Nagamasa kommt ums Leben, als eine Gruppe junger Gangster ihm einen Hinterhalt stellt, überfällt und zusammenschlägt. Er findet sich in einer neuen Welt, wiedergeboren im Körper einer jungen Prinzessin, aber noch mit seinem Tatoo und den körperlichen Kräften aus seinem früheren Leben. Er ergreift die Gelegenheit beim Schopf und will das Land Lundburg, das angegriffen wurde, wieder aufbauen. Jedoch ohne dabei auf die Manieren einer Prinzessin Rücksicht zu nehmen, aber mit der Ehre eines Yakuza. Ihr Gefolgsmann Giovanni und die Elfin Nui kümmert es nicht, wie sehr sich ihre Prinzessin verändert hat, und sie folgen ihr auf ihrem Weg.

## Veröffentlichung
Die Serie wird seit dem 19. Juli 2019 in einzelnen Kapiteln im Magazin Sunday GX veröffentlicht. Dessen Verlag Shogakukan bringt den Manga seit Januar 2020 auch in bisher 16 Sammelbänden heraus. Eine deutsche Fassung wird seit März 2023 in bisher 13 Bänden von Manga Cult herausgegeben (Stand März 2025). Die Übersetzung stammt von Verena Maser. Auf Englisch erscheint die Serie bei Seven Seas Entertainment.